# Bussy-Saint-Georges
Bussy-Saint-Georges ist eine französische Gemeinde mit 26.334 Einwohnern (Stand 1. Januar 2022) im Département Seine-et-Marne in der Region Île-de-France. Sie gehört zum Arrondissement Torcy und zum Kanton Torcy. Bussy-Saint-Georges gehört zur Ville nouvelle Marne-la-Vallée. Die Einwohner nennen sich Buxangeorgiens.

## Geografie
Die Gemeinde liegt 31 Kilometer östlich des Zentrums von Paris (Notre Dame) an der Autobahn A4 Paris-Reims und befindet sich am Rand der Agglomeration Groß-Paris. Sie ist Teil der neuen Planstadt Marne-la-Vallée, in die auch das rund sechs Kilometer westlich von Bussy-Saint-Georges gelegene Disneyland Paris integriert ist.

## Geschichte
- Bussy-Saint-Georges wird 841 erstmals als Villa Buxido erwähnt.
- Im 13. Jahrhundert erscheint die Bezeichnung Bussy-Saint-Georges.
- Im April 1985 Gründung der neuen Stadt, die um das alte Dorf herum entsteht.
- Der Gutshof Génitoy ist ein „Ort, der in Titeln erwähnt wird, die so alt sind wie die, die von Bussy sprechen“ (Louis Michelin, 1843). Sein Name, lateinisch genesterium oder französisch genestay, wird wegen des Ginsters, der an diesem Ort in Hülle und Fülle wuchs, zu génitoire oder génitoy. Die Ferme du Génitoy war früher ein wichtiges Lehen mit einem Schloss. Im 16. Jahrhundert war Christophe de Thou Herr von Génitoy; im Jahr 1672 soll Madame de Montespan auf dem Schloss Génitoy einen Sohn von Ludwig XIV. geboren haben: Louis-César de Bourbon, Graf von Vexin (1672–1683).

## Einwohnerentwicklung
Bussy-Saint-Georges ist eine schnell wachsende Stadt, deren Einwohnerzahl sich von 535 im Jahr 1985 auf 18.772 im Jahr 2006 erhöhte. Dies geschah durch das Anlegen von großzügigen Wohnsiedlungen und Gewerbeparks (u. a. das Viertel Gustave Eiffel), die insbesondere Bürger aus dem Großraum Paris anzogen. Diese Entwicklung ist noch nicht abgeschlossen, ein weiteres Ansteigen der Einwohnerzahlen wird erwartet. Diese rasante Bevölkerungsentwicklung hängt mit den stark ansteigenden Immobilienpreisen in Paris und Umgebung zusammen. Viele junge Familien aus der Mittelschicht sehen sich gezwungen, von der Stadt wegzuziehen, um sich ein Eigenheim noch leisten zu können. Die Stadt zählt zu den Gemeinden mit der höchsten Pro-Kopf-Verschuldung in Frankreich. Da vornehmlich kinderreiche Familien in Bussy wohnen, verschlingen die Kosten für Krippen und Kindergärten fast zwei Drittel der kommunalen Mittel.
| Jahr      | 1962 | 1968 | 1975 | 1982 | 1990 | 1999 | 2009   | 2017   | 2021   |
| Einwohner | 453  | 462  | 441  | 456  | 1545 | 9194 | 22.217 | 27.379 | 26.571 |

In den nächsten Jahren wird die Einwohnerzahl von Bussy-Saint-Georges weiterhin stark ansteigen, da die Gemeinde Teil des Neubaugebietes Val de Bussy im 3. Sektor der Ville nouvelle Marne-la-Vallée ist.

## Sehenswürdigkeiten
Siehe auch: Liste der Monuments historiques in Bussy-Saint-Georges
- Kirche Saint-Georges, erbaut Ende des 16. Jahrhunderts
- Taubenturm, erbaut im 17. Jahrhundert

## Persönlichkeiten
- Jean-Antoine-Théodore Giroust (1753–1817), Maler
- Maurice Boitel (1919–2007), Maler

## Städtepartnerschaften
Partnerstädte von Bussy-Saint-Georges sind
- Kirjat Ekron, Israel, seit 1998
- Radcliffe on Trent,  Vereinigtes Königreich, seit 1999
- San Giuliano Milanese, Italien, seit 2002
- Meiningen, Deutschland, seit 2006